# زداع
زِدَاع (الاسم العلمي: Turnera)، جنس نباتات طبية عشبية مخشوشبة مُزهرة من فصيلة آلامية. يحتوي على أكثر من 100 نوع أصيل في أمريكا الاستوائية وشبه الاستوائية. اسم الجنس مُهدى إلى عالم الطبيعة الإنجليزي ويليام تورنر (1508-1568). وُضِع سابقًا في فصيلة الزداعيات. من أنواعه دميانة.